# 土御門泰福
土御門 泰福（つちみかど やすとみ）は、江戸時代前期から中期にかけての公卿（非参議）・陰陽師。土御門泰広の子でその弟隆俊の養嗣子とされているが、実父を隆俊あるいは泰重（泰広・隆俊の父）とする異説もある。官位は従二位。一般には土御門神道の祖として知られている。

## 経歴
泰広・隆俊の死により泰重の後継者となり、寛文元年（1661年）の泰重の死によりその家督を継いだ。
土御門家は、代々陰陽頭を務めていたが、江戸時代初期に土御門泰重がその座を幸徳井家に譲渡、その後その陰陽師支配の権限を巡る争いから陰陽頭の返上を求める泰重とこれを拒む幸徳井家側との対立が長く続いた。泰福が元服して正六位下蔵人兼近衛将監に任じられた寛文10年（1670年）にも泰福と幸徳井友傳の間で陰陽頭を巡る相論が発生するも、天和2年（1682年）に友傳が35歳で急死、相論の仲裁にあたっていた江戸幕府は友傳の子は幼くて職務が行えないと裁定したため、当時従五位上兵部少輔であった泰福が陰陽頭に就任、継いで翌年には諸国の陰陽師を支配・免許の権限が与えられた。その後春宮少進に進む。
貞享元年（1684年）の改暦に際しては大統暦の実施を主張するも、後には山崎闇斎の下で同門であった渋川春海の貞享暦が優れていることを認めてこれを実施するように上奏し、元禄2年（1699年）には幸徳井家に圧力をかけて土御門家を陰陽道宗家として仰ぐことを約束させ、同家を支配下に置いたのである。この功績によって元禄11年（1708年）に従三位に昇り、正徳4年（1714年）に従二位にまで昇進する。
また、山崎闇斎から垂加神道を学び、前述の春海や一条冬経・野宮定縁らと結ぶ。また、その影響を受けて陰陽道と神道を組み合わせた独自の神道理論「土御門神道」を打ち立てた。だが、一方で改暦の実質上の中心であった渋川春海が江戸幕府に召されて天文方に入ったために改暦の中心が江戸に移る結果を招いた。
享保2年（1717年）薨去、享年63。墓所は京都市左京区真如堂にある。

## 系譜

### 家族
- 父：土御門泰広または土御門隆俊、土御門泰重
- 母：織田信重娘?
- 養父：土御門隆俊
- 妻：不詳
- 生母不明の子女
  - 男子：土御門泰誠（1677年 - 1691年）
  - 女子：倉橋泰章室
  - 男子：土御門泰連（1685年 - 1752年） - 正四位下・治部卿
  - 男子：土御門泰邦（1711年 - 1784年）
  - 男子：土御門泰豊
  - 男子：繁原有名

（出典：Reichsarchiv ～世界帝王事典～ 土御門家（半家）－土御門泰福）

### 末裔
土御門泰福を経て伝わってきた安倍晴明の男系血脈は、宇多源氏綾小路家の子で倉橋家の養子となった倉橋有儀（1738年 - 1784年）と、その息子で土御門家の養子となった土御門泰栄（1758年 - 1806年）の代で断絶している。
一方、泰福の娘が倉橋泰章（土御門久脩から5代目の男系子孫）の妻、さらにその泰章の娘が萩原員領の妻になり、子を残しているため、萩原家をはじめとする幾つかの堂上公家・華族の子孫に、女系を経てはいるものの安倍晴明～土御門泰福の血脈は受け継がれている。

## 登場作品
- 天地明察